# Исламов, Бобир Фархадович
Бобир Фархадович Исламов (узб. Bobir Farhadovich Islamov; род. в 1984 году, Ташкент, Узбекская ССР) — узбекский геолог и государственный деятель, c декабря 2022 года является Министром горнодобывающей промышленности и геологии Республики Узбекистан. Также с августа 2022 года является Председателем федерации «Rowing & Canoe» Республики Узбекистан. Кандидат геолого-минералогических наук.

## Биография
Бобир Исламов родился в 1984 году в Ташкенте. В 2005 году окончил Ташкентский государственный технический университет, по специальности «геология, поиски и разведка месторождений полезных ископаемых», а в 2007 году получил степень магистра.
В 2002—2008 годах работал техником, техником-геологом на горнорудном предприятии «Апартак». В 2010 году окончил Банковскую финансовую академию по специальности «Финансирование инвестиционных проектов». Кандидат геолого — минералогических наук.
В 2008—2010 годах работал на разных должностях в научно-практическом центре «Геология благородных и цветных металлов». С 2010 по 2015 год работал директором предприятия «Госгеолинформцентр». В 2015—2016 годах — директор Научно-исследовательского института минеральных ресурсов.
С 28 июля 2017 года становится председателем Государственного комитета по геологии и минеральным ресурсам Республики Узбекистан. 11 июня 2020 года назначен исполняющим обязанности ректора Университета геологических наук.
С апреля 2022 года до декабря 2022 года назначен советником премьер-министра по вопросам производства, энергетики, промышленности и базового снабжения по вопросам геологии.
С декабря 2022 года и по данное время является Министром горнодобывающей промышленности и геологии Республики Узбекистан.